# Samaridae
Samaridae es una familia de peces del orden Carangiformes.

## Anatomía y morfología
Los peces planos jóvenes presentan simetría bilateral hasta que alcanzan entre 5 y 120 mm de longitud, momento en el que un ojo se desplaza de la parte inferior a la superior hasta quedar adyacente al otro. Los samáridos adultos no presentan simetría bilateral, pero sí poseen aletas pélvicas simétricas. Presentan un cuerpo muy comprimido con ojos que sobresalen de la superficie corporal, lo que les permite ver mientras están enterrados.
Presentan una coloración contradibujada con un pigmento más oscuro en la parte superior y uno más claro en la inferior. Poseen una aleta dorsal estabilizadora en la parte superior que nace en un punto delante de los ojos. Poseen un órgano básico en la línea lateral para detectar el movimiento del agua a su alrededor. Pueden medir entre 4 y 23 centímetros de longitud, dependiendo de la especie. No cuentan con espinas en sus aletas, tienen una mandíbula inferior prominente y una nariz asimétrica ubicada en el lado inferior opuesto a los ojos.

## Hábitat
Los samáridos son nativos de las zonas marinas de la región indopacífica, desde Sudáfrica hasta Hawái y Nueva Caledonia. Se encuentran en zonas tropicales y subtropicales, en zonas bentónicas de aguas profundas. Se encuentran únicamente en agua salada. Los samáridos también se pueden encontrar cerca de regiones costeras con arrecifes de coral hasta profundidades de 150 hasta 300 metros.